# Un dia perfecte
Un dia perfecte (títol original en anglès: A Perfect Day) és una pel·lícula espanyola de 2015 dirigida per Fernando León de Aranoa, basada en la novel·la de Paula Farias Dejarse llover. Ha estat doblada i subtitulada al català.

## Sinopsi
Un grup de cooperants d'una ONG fictícia treballen en una zona de conflicte armat. Mambrú (Del Toro) i els seus ajudants intenten treure d'un pou un cadàver que algú ha tirat dins per a contaminar l'aigua i deixar sense proveïment a la població local. Trobar una corda amb la qual treure'l es converteix en tota una odissea en plena guerra (suposadament la Guerra de Bòsnia), un microcosmos on conviuen combatents, cascos blaus, cooperants, població local i altra.

## Repartiment
- Tim Robbins: B
- Benicio del Toro: Mambrú
- Olga Kurylenko: Katya
- Mélanie Thierry: Sophie
- Fedja Stukan: Damir
- Eldar Residovic: Nikola
- Sergi López: Goyo

## Premis
| Premi                          | Categoria                      | Persona(s)                                                                                                 | Resultat  |
| ------------------------------ | ------------------------------ | --- | --------- |
| XXX Premis Goya 2016           | Millor pel·lícula              | Reposado (Fernando León de Aranoa, Patricia de Muns), Mediaproducción, S.L.U.(Jaume Roures, Javier Méndez) | Nominat   |
| Premis Goya 2016               | Millor direcció                | Fernando León de Aranoa                                                                                    | Nominat   |
| Premis Goya 2016               | Millor actor de repartiment    | Tim Robbins                                                                                                | Nominat   |
| Premis Goya 2016               | Millor guió adaptat            | Fernando León de Aranoa                                                                                    | Guanyador |
| Premis Goya 2016               | Millor direcció de producció   | Luis Fernández Lago                                                                                        | Nominat   |
| Premis Goya 2016               | Millor fotografia              | Alex Catalán                                                                                               | Nominat   |
| Premis Goya 2016               | Millor muntatge                | Nacho Ruiz Capillas                                                                                        | Nominat   |
| Premis Goya 2016               | Millor disseny de vestuari     | Fernando García                                                                                            | Nominat   |
| Premis David di Donatello 2016 | Millor film de la Unió Europea | | Nominat   |
| Premis Feroz 2016              | Millor comèdia                 | | Nominat   |
| III Premis Feroz 2016          | Millor director                | Fernando León de Aranoa                                                                                    | Nominat   |
| Premis Feroz 2016              | Millor guió                    | Fernando León de Aranoa                                                                                    | Nominat   |
| Premis Feroz 2016              | Millor cartell                 | | Nominat   |

Un dia perfecte va ser seleccionada per la Quinzaine des réalisateurs del Festival de Cannes 2015.